# Сайн-Витгенштейн, Коринна цу
Принцесса Коринна Сайн-Витгенштейн-Сайн (нем. Corinna zu Sayn-Wittgenstein-Sayn, урожд. Коринна Ларсен (нем. Corinna Larsen); род. 28 января 1964, Франкфурт-на-Майне) — немецкая принцесса и предприниматель, близкая подруга испанского короля Хуана Карлоса.

## Биография
Родилась во Франкфурте-на-Майне в семье датчанина Финна Бëннинга Ларсена (1920—2009) и немки Ингрид Зауэрланд. У неё есть брат Свен Эрик Ларсен. Дважды состояла в браке:
- 1-й муж (1990—93) — американский предприниматель Филип Адкинс (Philip J. Adkins; род. 1965). В 1992 году у них родилась дочь Анастасия Адкинс. Коринна приняла фамилию мужа и носила её до второго брака.
- 2-й муж (2000—2005) — немецкий принц Казимир Сайн-Витгенштейн-Сайн (род. 1976), сын князя Александра. Гражданский брак был заключен в Лондоне в 2000 году, а церковный — в Зальцбурге в 2001 году. В 2002 году у них родился сын Александр Сайн-Витгенштейн-Сайн. После второго брака Коринна взяла фамилию мужа и стала принцессой Сайн-Витгенштейн-Сайн.

Между двумя браками она состояла в отношениях с миллионером Гертом-Рудольфом Фликом, проживающим в Швейцарии, внуком крупного немецкого промышленника и финансиста нацистов Фридриха Флика.
В 2005 году супруги развелись, и Коринна сохранила за собой фамилию мужа и немецкое гражданство.

### Отношения с королём Испании
Коринна цу Сайн-Витгенштейн-Сайн получила известность в СМИ из-за её тесной связи с королём Испании Хуаном Карлосом. По данным прессы, король Хуан-Карлос I познакомился с Коринной в 2006 году в немецком Дитцингене. Принцесса являлась организатором сафари для старейшей на Британских островах компании по торговле оружием — Boss & Co. По утверждениям журнала «Vanity Fair», принцесса неоднократно сопровождала Хуана Карлоса в заграничных поездках в качестве неофициальной спутницы. Одним из последних их совместных путешествий стало сафари в Ботсване в апреле 2012 года, когда во время охоты на слонов испанский монарх сломал бедро. Помимо нескольких сафари за границей, Хуан Карлос и Коринна вместе посещали Саудовскую Аравию. Придворные утверждают, что Коринна и король всего лишь друзья. Как минимум, по мнению авторов журнала, она являлась либо финансовым советником короля, либо организатором всех его заграничных поездок.
Стало также известно что, как только Коринна увидела упоминание своего имени с именем Хуана Карлоса, она перестала появляться в обществе, заранее попросив своих адвокатов подать иски на несколько европейских журналов, которые опубликовали слух о её романе с королём Испании.
По состоянию на 2013 год Коринна являлась советником Шарлен, принцессы Монако. С декабря 2019 года в отношении Коринны Ларсен в Швейцарии ведётся расследование о законности происхождении её финансовых средств, в сентябре 2020 года она вызвана в качестве свидетеля для дачи показаний в связи с финансовым скандалом с банковскими счетами почётного короля Испании Хуана Карлоса I.